# 이브 생 로랑의 라무르
《이브 생 로랑의 라무르》(프랑스어: Yves Saint Laurent - Pierre Bergé, l'amour fou)는 2011년 4월 21일 개봉된 프랑스의 다큐멘터리 영화이다.

## 출연

### 주연
- 이브 생 로랑
- 피에르 베르게
- 베티 카트루스

### 조연
- 루루 드 라 팔레이즈
- 잭 랭
- 프레더릭 챔브리
- 부제마 라바리
- 까뜨린느 드뇌브
- 레티샤 카스타
- 프랑소와 드 리클레스
- 프랑소와 큐리엘
- 라이오넬 고셋
- 앙트완 고도
- 카를라 브루니
- 버나드 부펫
- 린다 에반젤리스타
- 믹 재거
- 지지 진마르
- 프랑소와 미테랑
- 니콜라 사르코지
- 더 빌리지 피플
- 앤디 워홀

## 기타
- 조감독: 호피 레벨
- 프로덕션매니저: 히참 엘 고피
- 프로덕션매니저: 세드릭 에투아티
- 프로덕션매니저: 올리비에 구보이스
- 프로덕션매니저: 제롬 페타멘트